# Can Bogunyà (Vallirana)
Can Bogunyà és una masia de Vallirana (Baix Llobregat) protegida com a Bé Cultural d'Interès Local. Can Bogunyà, gran casal a la dreta de la vall d'Arús, dins l'heretat podem trobar l'ermita de Sant Silvestre, datada de l'any 904, i un gran roure mil·lenari.

## Descripció
És una masia formada per diverses construccions i un pati davanter protegit per una tanca alta. Destaca l'edifici principal, més alt, de planta rectangular i coberta a dues vessants mirant a les façanes principal i posterior. Té galeria final amb arcs de mig punt i rebaixats.

## Història
El mas ja és mencionat al fogatge de 1533, torna a ser mencionat 57 anys després als capbreus de l'Hospital d'Olesa de Bonesvalls fets entre els anys 1587 i 1596 anomenat com a mas d'Aiguabella, en aquella època l'amo era Jaume Bogunyà. El 1634 era l'amo Francesc Bogunyà.  L'any 1851 hi vivia Josep Bogunyà.
L'any 1965 la masia i totes les seves propietats són comprades per la família Valls Forner als Bogunyà, l'any 1972 es posa en funcionament un centre caní a la masia.